# تكهف فائق

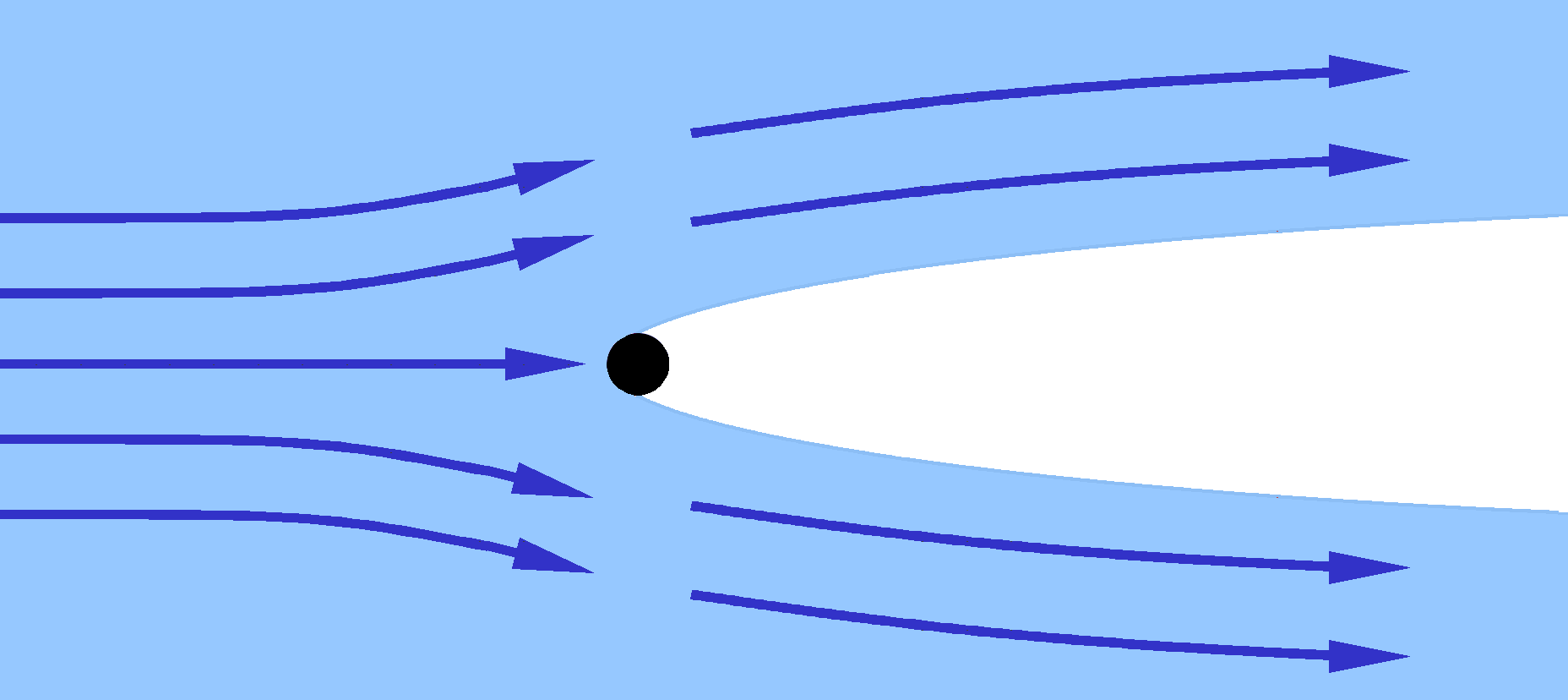
رسم يبين التكهف خلف جسم يتحرك بسرعة في سائل

التكهف الفائق هو استخدام ظاهرة التكهف من أجل تشكيل فقاعة من الغاز ضمن سائل تكون كبيرة بشكل كاف بحيث يستطيع جسم أن يمر بأقل قدر من المقاومة والاحتكاك. من التطبيقات يمكن ذكر الطوربيد التكهفي.

## الطوربيد التكهفي
الطوربيد التكهفي ويسمى أيضا طوربيد تجوفي Supercavitation Torpedos هو سلاح بحري عبارة عن طوربيد ذو سرعة عالية جدا. السرعة العالية للطوربيد هي الخاصية الأساسية لهذا النوع من السلحة والتي تجعل مسألة مقاومته والقيام بمناورات مضادة له أمرا صعبا بالنسبة للغواصات والسفن المعادية. تعتمد هذه التقنية على ظاهرة فزيائية للسوائل تسمى التكهف أو التجوف cavitation. والتجوف في السوائل هو عبارة عن تحول السائل من الحالة السائلة إلى الحالة الغازية وذلك عن طريق تأثير الضغط. ودعنا هنا نذكر أن حالة المادة من صلبة إلى سائل إلخ ليست مرتبطة بالحرارة فقط (تشكل الغاز نتيجة الغليان ويسمى تبخر) بل بمعطيات فزيائية أخرى منها الضغط. فكرة هذا الطوربيد هو أن نجعل الطوربيد يتحرك في وسط هالة أو فقاعة التجوف أي في وسط محيط غازي بدل من أن يتحرك في وسط سائل حيث أن مقاومة الماء للحركة أكبر ب 55 مرة من مقاومة الهواء لها لذلك فإنه لو تمكنا من جعل الطوربيد يتحرك في وسط غازي تحت الماء فإنه يمكن تقريبا الوصول إلى سرعة 55 ضعف سرعة الطوربيد العادي. وللوصول إلى حل هذه المشكلة فإن المهندسين طرحوا فكرتين الأولى هي أن يكون الطوربيد سريع إلى درجة تكون تكهف في رأس الطوربيد يتوسع إلى أن يضم كامل الطوربيد والثانية هي تحميل الطوربيد بالغاز الذي ينفثه أثناء حركته بطريقة تجعل الطوربيد يتحرك داخل ما يمكن اعتباره تكهف اصطناعي. بالنسبة للحل الأول فإنه غير ملائم للطوربيدات نظرا لكبر حجمها وللسرعة العالية وبالتالي الطاقة العالية التي نحتاجها لصنع التكهف إلا أن أبحاثا ما تزال جارية على نوع من الرصاصات صغيرة الحجم. لذلك تم استعمال أو تبني الحل الثاني وهو تحميل غاز في الطوربيد لإنشاء التكهف. المشكلة التالية التي تعترض المهندسين هي كيف يمكن توجيه الطوربيد وجعله يسير دائما داخل التجوف حيث أن المشكلة مهمة جدا حيث أن خروج الطوربيد عن التكهف قد يسبب تلفه أو انحرافه عن مساره. أما عن التسيير فبعض المهندسين يرون الحل في رأس طوربيد متحرك يكون هو منبع التكهف وبتحريكه يمكن توجيه التكهف. ويعتقد أن البحرية الروسية تمتلك طوربيدات تكهفية (لكن غير مسيرة) تدعى شكفال وتصل سرعتها بين 350و 500 كم في الساعة. وتمتلك البحرية الألمانية نظام توربيدو باراكودا الذي تم تطويره من شركة ديل بي جي تي ديفانس الألمانية والذي تصل سرعنه إلى 800 كم في الساعة ويمثل أحدث المنتجات التكنولوجية في هذا الميدان.
بما ان الطوربيد شكفال هي أحدث الصيحات التكنولوجية التي هي بحوزة سلاح البحرية الروسي كانت ولا تزال الشكفال مثار قلق وتوجس أدميرالات البحر في حلف الناتو وحضيت الشكفال باهتمام إعلامي أكثر من ذلك الذي حضي به طوربيدات أخرى، ولعل أحد أسباب اهتمام جمهور العامة حوال العالم بهكذا نوع من الطوربيدات هي الحادثة التي وقعت في بحر بارنتس والتي غرقت نتيجتها الغواصة النووية الستراتيجية الروسية كورسك ببحارتها الـ 118 في صبيحة 12,أغسطس 2000 حينما وقع حادث غرق الغواصة وصاحب ذلك اهتمام إعلامي كبير بالحادث وبالطوربيد شكفال.

## وصلات خارجية
- http://supercavitation.com/html/projectiles.html